# 대한예수교장로회(합동)

예장합동의 로고

대한예수교장로회(합동) (大韓-敎長老會(合同), 영어: The General Assembly of Presbyterian Church in Korea), 약칭 예장합동은 대한민국의 장로교 교단 중 하나이다. 신학적으로는 정통주의 성향의 보수적 개혁주의를 지향한다. 본부는 서울특별시 강남구 대치동에 있다. 대한민국 내 개신교 교단 중 가장 많은 수의 개교회가 있다. 1948년 장로교의 WCC 참여를 두고 참여를 찬성한 측인 온건한 보수주의인 "예장통합"과 반대한 측인 원칙적 보수주의인 "예장합동"이 분리되었다. 지금도 교회의 일치협력을 추구하는 에큐메니컬에 반대 입장을 분명히 하고 있다.

## 역사
장로교 교단 중 두 번째로 가장 오래된 1912년 설립된 대한예수교장로회의 분파 중 하나로, 1959년 세계교회협의회(WCC) 가입 및 에큐메니컬 운동 수용 문제로 찬성측 (한경직 목사 중심의 통합측)과 반대측 (박형룡 목사 중심의 합동측)이 대립하였는데 이때 찬성하는 대한예수교장로회(통합)은 연동교회에서, 반대하는 대한예수교장로회(합동)은 승동교회에서 각각 단독총회를 열고 분립하였다. 한국의 대표적인 보수교단으로 평가 받고 있으며 웨스트민스터 신앙고백(1647년 판)과 대소요리문답을 표준문서로 제정했다. 합동의 신학노선은 정통 개혁주의이자 청교도적 개혁주의이다. 소재지는 서울특별시 강남구 영동대로 330(대치동)이고 설립목적은 예수 그리스도의 복음전파이다. 주요활동은 복음전파, 해외선교, 교역자 양성 등이 있다. 2013년 한국기독교총연합회에서 탈퇴했다.

## 교단현황(2020년)
- 노회: 161개
- 교회: 11,758개
- 교역자: 총 37,983명(목사: 24,855명, 강도사: 747명, 전도사: 12,381명, 선교사: 2,557명)
- 성도: 총 2,556,182명(장로: 21,580명)
- 파송군목: 육군 33명, 해군 9명, 공군 5명
- 교류현황: PCA (미국장로교회)[2], INPM (멕시코민족장로교회), OPC (미국정통장로교회), IPB (브라질장로교회)[3], IEPRP (페루복음개혁장로교단) 등

2020년 대한예수교장로회 교단현황 

## 기관
예장합동의 교단신문으로는 기독신문이 있다. 교단에 소속된 교육기관은 총신대학교를 포함한 5개의 직영 총회신학원(총신대학교, 총신대학원, 신학대학원, 교육대학원, 선교대학원)을 운영하고 있고, 지방대학으로는 칼빈대학교, 대신대학교, 중부대학교, 광신대학교가 있다. 그 외에도 칼빈신학교, 광주신학교, 대전신학교, 부산신학교, 서울신학교, 수원신학교, 인천신학교, 전북신학교, 청주신학교 등 9개의 지방 신학교를 운영하고 있다. 특별히 국내교단 중 가장 큰 규모의 선교기관인 총회세계선교회(약칭 GMS)를 운영하고 있다. 2020년 현재 2,579명의 선교사를 파송하였다.

## 연혁
| 회                                                     | 연도                                      | 장소                           | 총회장        | 출신노회     | 주요 결의 사항                                                                                  |
| ------------------------------------------------------ | ----------------------------------------- | ------------------------------ | ------------- | ------------ | ----------------------------------------------------------------------------------------------- |
| 1회                                                    | 1912. 9. 1.~ 9. 4.                        | 평양신학교                     | 원두우        | 경충노회     | 조선예수교장로회 조직하기로 결의                                                                |
| 2회                                                    | 1913. 9. 7.~9. 11.                        | 안동교회                       | 왕길지        | 경상노회     | 장로회 사상 첫 선교사를 북양정부에 파송                                                         |
| 3회                                                    | 1914. 9. 6.~9. 9.                         | 재령 남산현교회                | 배유지        | 전라노회     | 조선기독교청년회연합회를 조직하기로 결의                                                        |
| 4회                                                    | 1915. 9. 4.~9. 18.                        | 전주 서문밖교회                | 김필수        | 경남노회     | 안식일교에 대해 첫 이단으로 규정                                                                |
| 5회                                                    | 1916. 9. 2.~9. 6.                         | 평양신학교                     | 양전백        | 북평안노회   | 장로회 발행 신문 한국기독공보 창간                                                              |
| 6회                                                    | 1917. 9. 1.~9. 6.                         | 승동교회                       | 한석진        | 경남노회     |                                                                                                 |
| 7회                                                    | 1918. 8. 31. 9. 5.                        | 신천북교회                     | 김선두        | 평남노회     |                                                                                                 |
| 8회                                                    | 1919. 10. 4.~10. 9.                       | 평양신학교                     | 마삼열        | 평남노회     |                                                                                                 |
| 9회                                                    | 1920. 10. 2.~10. 7.                       | 서울 안동교회                  | 김익두        | 황해노회     |                                                                                                 |
| 10회                                                   | 1921. 9. 10.~9. 15.                       | 평양 장대현교회                | 이기풍        | 경충노회     |                                                                                                 |
| 11회                                                   | 1922. 9. 10.~9. 15.                       | 서울 승동교회                  | 김성택        | 평양노회     |                                                                                                 |
| 12회                                                   | 1923. 9. 8.~9. 13.                        | 신의주교회                     | 함태영        | 경충노회     |                                                                                                 |
| 13회                                                   | 1924. 9. 13.~9. 18.                       | 함흥 신창리교회                | 이자익        | 전북노회     | 장로회와 감리회가 함께 조선기독교연합회 창설                                                    |
| 14회                                                   | 1925. 9. 12.~9. 18.                       | 평양 서문밖교회                | 임택권        | 황해노회     | 미션스쿨에 첫 교목제도 실시                                                                     |
| 15회                                                   | 1926. 9. 11.~9. 17.                       | 평양 서문밖교회                | 김석찬        | 평북노회     |                                                                                                 |
| 16회                                                   | 1927. 9. 9.~9. 15.                        | 원산 광석교회                  | 김영훈        | 의산노회     | 총회가 직접 첫 성경사전 발행                                                                    |
| 17회                                                   | 1928. 9. 7.~9. 13.                        | 대구 신정교회                  | 염봉남        | 경북노회     |                                                                                                 |
| 18회                                                   | 1929. 9. 6.~9. 12.                        | 서울 새문안교회                | 차재명        | 경기노회     |                                                                                                 |
| 19회                                                   | 1930. 9. 12.~9. 18.                       | 평양 서문밖교회                | 홍종필        | 전북노회     |                                                                                                 |
| 20회                                                   | 1931. 9. 11.~9. 17.                       | 금강산 수양관                  | 장규명        | 평북노회     |                                                                                                 |
| 21회                                                   | 1932. 9. 9.~9. 16.                        | 평양 창동교회                  | 남궁혁        | 평양노회     |                                                                                                 |
| 22회                                                   | 19.3. 9. 8.~9. 15.                        | 선천 남교회                    | 장흥범        | 황해노회     |                                                                                                 |
| 23회                                                   | 1934. 9. 7.~9. 14.                        | 평양 서문밖교회                | 이인식        | 평양노회     |                                                                                                 |
| 24회                                                   | 1935. 9. 6.~9. 13.                        | 평양 서문밖교회                | 정인과        | 경기노회     |                                                                                                 |
| 25회                                                   | 1936. 9. 11.~9. 19.                       | 광주 양림교회                  | 이승길        | 평양노회     |                                                                                                 |
| 26회                                                   | 1937. 9. 10.~9. 16.                       | 대구 제일교회                  | 이문주        | 경북노회     |                                                                                                 |
| 27회                                                   | 1938. 9. 9.~9. 15.                        | 평양 서문밖교회                | 홍택기        | 평북노회     | 일본의 신사참배 강요로 인한 신사참배 수용 결의안 통과                                           |
| 28회                                                   | 1939. 9. 8.~9. 15.                        | 신의주 제이교회                | 윤하영        | 의산노회     |                                                                                                 |
| 29회                                                   | 1940. 9. 6.~9. 13.                        | 평양 창동교회                  | 곽진근        | 전북노회     |                                                                                                 |
| 30회                                                   | 1941. 11. 21.~11. 26.                     | 평양 창동교회                  | 최지화        | 평양노회     |                                                                                                 |
| 31회                                                   | 1942. 10. 16.~10. 20.                     | 평양 서문밖교회                | 김응순        | 황해노회     | 조선예수교장로회 총회 해산                                                                      |
| 1943년~1945년까지 3년간은 전시 관계로 총회를 열지 못함 |                                           |                                |               |              |                                                                                                 |
| 32회                                                   | 1946. 6. 11.~6. 14.                       | 서울 승동교회                  | 배은희        | 전북노회     | 광복 이후 한반도 이남지역에서 첫 총회 제27회 총회 시 가결한 신사참배를 회개하고 취소하기로 결정 |
| 33회                                                   | 1947. 4. 18.~4. 22.                       | 대구제일교회                   | 이자익        | 전북노회     | 한국 자주독립을 위한 성명서를 발표하기로 결의                                                   |
| 34회                                                   | 1948. 4. 20.~4. 23.                       | 서울 새문안교회                | 이자익        | 전북노회     | 역대 총회장 중 최장 임기                                                                        |
| 35회                                                   | 1949. 4. 19.~4. 23.                       | 서울 새문안교회                | 최재화        | 경북노회     |                                                                                                 |
| 36회                                                   | 1950. 4. 21.~4. 25. 1951. 5. 25.~5.29.    | 대구제일교회 부산중앙교회      | 권연호        | 경북노회     | 한국 전쟁으로 1951년 임시수도 부산에서 총회를 계속하기로 결의                                   |
| 37회                                                   | 1952. 4. 29.~5. 2.                        | 대구서문교회                   | 김재석        | 전남노회     | 신사참배 저항 문제로 대한예수교장로회(고신) 분립                                                |
| 38회                                                   | 1953. 4. 24.~4. 28.                       | 대구서문교회                   | 명신홍        | 경북노회     | 성서비평학 수용 문제로 한국기독교장로회 분립                                                    |
| 39회                                                   | 1954. 4. 23.~4. 27.                       | 안동중앙교회                   | 이원영        | 경안노회     | 제27회 총회에서 통과한 신사참배 결의안 취소                                                     |
| 40회                                                   | 1955. 4. 22.~4. 26.                       | 서울 영락교회                  | 한경직        | 경기노회     |                                                                                                 |
| 41회                                                   | 1956. 9. 20.~4. 25.                       | 서울 새문안교회                | 이대영        | 경기노회     | 천부교 박태선 교주를 이단으로 규정                                                              |
| 42회                                                   | 1957. 9. 19.~4. 24.                       | 부산중앙교회                   | 전필순        | 경기노회     |                                                                                                 |
| 43회                                                   | 1958. 9. 25.~10. 1.                       | 서울 영락교회                  | 노진현        | 경남노회     |                                                                                                 |
| 44회                                                   | 1959. 9. 24.~9. 29. 1959. 11. 24.~11. 29. | 대전중앙교회 서울 승동교회     | 양화석        | 대전노회     | 세계 교회 협의회 가입 문제로 대한예수교장로회(통합) 분립 1960년 3월 대한예수교장로회(보수) 분립 |
| 45회                                                   | 1960. 9. 22.~9. 24.                       | 서울 승동교회                  | 고성모        | 경북노회     | 대한예수교장로회(고신) 재결합                                                                   |
| 46회                                                   | 1961. 9. 21.~9. 27.                       | 부산남                         | 한상동        | 경남노회     | 대한예수교장로회(대신) 분립                                                                     |
| 47회                                                   | 1962. 9. 20.~9. 24.                       | 승동교회                       | 이환수        | 경기노회     |                                                                                                 |
| 48회                                                   | 1963. 9. 19.~9. 24.                       | 승동교회                       | 이수현        | 군산노회     | 신학교 통폐합 등에 대한 의견 대립으로 대한예수교장로회(고신) 분립                               |
| 49회                                                   | 1964. 9. 24.~9.~29.                       | 서울성도교회                   | 김윤찬        | 평양노회     | 목사, 장로의 정년제 폐지                                                                        |
| 50회                                                   | 1965. 9. 23.~9. 28.                       | 서울승동                       | 정규오        | 전남노회     |                                                                                                 |
| 51회                                                   | 1966. 9. 22.~9. 27.                       | 광주중앙                       | 박찬목        | 경기노회     |                                                                                                 |
| 52회                                                   | 1967. 9. 21.~9. 26. 1968. 3. 1.           | 서울평안교회 대전중앙교회      | 김윤찬        | 평양노회     |                                                                                                 |
| 53회                                                   | 1968. 9. 19.~9. 24.                       | 부산초량                       | 손계웅        | 경북노회     |                                                                                                 |
| 54회                                                   | 1969. 9. 25.~9. 30.                       | 서울장충                       | 문재구        | 순천노회     |                                                                                                 |
| 55회                                                   | 1970. 9. 24.~9. 28.                       | 대구서현                       | 김창인        | 경기노회     |                                                                                                 |
| 56회                                                   | 1971. 9. 23.~9. 28.                       | 대전중앙                       | 정규선        | 경서노회     |                                                                                                 |
| 57회                                                   | 1972. 9. 21.~9. 27.                       | 서울충현                       | 박성겸        | 황해노회     |                                                                                                 |
| 58회                                                   | 1973. 9. 20.~9. 24.                       | 인천제이                       | 박요한        | 대전노회     |                                                                                                 |
| 59회                                                   | 1974. 9. 19.~9. 23.                       | 서울평안교회                   | 최동진        | 부산노회     |                                                                                                 |
| 60회                                                   | 1975. 9. 25.~9. 27. 1976. 2. 9.~2. 13.    | 서울승동교회 총신대학교 대강당 | 장성칠        | 서울노회     |                                                                                                 |
| 61회                                                   | 1976. 9. 23.~9. 28.                       | 총신대학교 대강당              | 황금천        | 서울노회     |                                                                                                 |
| 62회                                                   | 1977. 9. 22.~9. 26.                       | 총신대학교 대강당              | 이기하        | 군산노회     |                                                                                                 |
| 63회                                                   | 1978. 9. 21.~9. 25.                       | 부산부전교회                   | 한병기        | 부산노회     |                                                                                                 |
| 64회                                                   | 1979. 9. 20.~9. 24.                       | 대구동부교회                   | 한석지        | 함남노회     |                                                                                                 |
| 65회                                                   | 1980. 9. 25.~9. 29.                       | 부산부전교회                   | 이영수 (목사) | 경기노회     |                                                                                                 |
| 66회                                                   | 1981. 9. 24.~9. 28.                       | 대전중앙교회                   | 최성원        | 전북노회     | 대한예수교장로회(합신) 분립                                                                     |
| 67회                                                   | 1982. 9. 23.~9. 27.                       | 군산개복교회                   | 김현중        | 수도노회     |                                                                                                 |
| 68회                                                   | 1983. 9. 28.~10. 3.                       | 서울평안교회                   | 배재운        | 안주노회     |                                                                                                 |
| 69회                                                   | 1984. 9. 18.~9. 21.                       | 대구서현                       | 최훈          | 동평양노회   |                                                                                                 |
| 70회                                                   | 1985. 9. 17.~9. 21.                       | 서울청량                       | 박명수        | 경기노회     |                                                                                                 |
| 71회                                                   | 1986. 9. 23.~9. 26.                       | 서울승동                       | 안중섭        | 수원노회     |                                                                                                 |
| 72회                                                   | 1987. 9. 22.~9. 25.                       | 서울신림동교회                 | 김길현        | 군산노회     |                                                                                                 |
| 73회                                                   | 1988. 9. 20.~9. 23.                       | 대구서문교회                   | 이성헌        | 강북노회     |                                                                                                 |
| 74회                                                   | 1989. 9. 19.~9. 22.                       | 서울평안교회                   | 이성택        | 동평양노회   |                                                                                                 |
| 75회                                                   | 1990. 9. 18.~9. 21.                       | 김제증앙교회                   | 유인식        | 김제노회     |                                                                                                 |
| 76회                                                   | 1991. 9. 24.~9. 27.                       | 대구동신교회                   | 이봉학        | 전남노회     |                                                                                                 |
| 77회                                                   | 1992. 9. 22.~9. 25.                       | 인천제이교회                   | 이삼성        | 인천노회     |                                                                                                 |
| 78회                                                   | 1993. 9. 21.~9. 24.                       | 광주동명교회                   | 최기채        | 전남노회     |                                                                                                 |
| 79회                                                   | 1994. 9. 27.~9. 30.                       | 대구동부교회                   | 김덕신        | 대구노회     |                                                                                                 |
| 80회                                                   | 1995. 9. 19.~9. 22.                       | 서울충현교회                   | 정석홍        | 서울노회     |                                                                                                 |
| 81회                                                   | 1996. 9. 17.~9. 22.                       | 청주중앙교회                   | 김준규        | 충북노회     |                                                                                                 |
| 82회                                                   | 1997. 9. 23.~9. 26.                       | 서울충현교회                   | 신세원        | 서울남노회   |                                                                                                 |
| 83회                                                   | 1998. 9. 22.~9. 25.                       | 서울왕성교회                   | 길자연        | 동평양노회   |                                                                                                 |
| 84회                                                   | 1999. 9. 28.~10. 1.                       | 정읍성광교회                   | 김도빈        | 전서노회     |                                                                                                 |
| 85회                                                   | 2000. 9. 26.~9. 29.                       | 진주교회                       | 김동권        | 진주노회     |                                                                                                 |
| 86회                                                   | 2001. 9. 18.~9. 21.                       | 서울충현교회                   | 예종탁        | 동서노회     |                                                                                                 |
| 87회                                                   | 2002. 9. 24.~9. 27.                       | 창훈대교회                     | 한명수        | 수원노회     |                                                                                                 |
| 88회                                                   | 2003. 9. 23.~9. 26.                       | 대구동신교회                   | 임태득        | 남대구노회   |                                                                                                 |
| 89회                                                   | 2004. 9. 21.~9. 24.                       | 서울충현교회                   | 서기행        | 수도노회     |                                                                                                 |
| 90회                                                   | 2005. 9. 26.~9. 30.                       | 대전중앙교회                   | 황승기        | 대전노회     |                                                                                                 |
| 91회                                                   | 2006. 9. 19.~9. 22.                       | 부산온천제일교회               | 장차남        | 동부산노회   |                                                                                                 |
| 92회                                                   | 2007. 9. 11.~9. 14.                       | 김제연정교회                   | 김용실        | 황동노회     |                                                                                                 |
| 93회                                                   | 2008. 9. 22.~9. 26.                       | 제주국제컨벤션센터             | 최병남        | 대전노회     |                                                                                                 |
| 94회                                                   | 2009. 9. 21.~9. 25.                       | 울산우정교회                   | 서정배        | 울산노회     |                                                                                                 |
| 95회                                                   | 2010. 9. 27.~10. 1.                       | 홍천군 대명비발디파크          | 김삼봉        | 한서노회     |                                                                                                 |
| 96회                                                   | 2011. 9. 19.~9. 23.                       | 전북대학교 삼성문화센터        | 이기창        | 전주노회     |                                                                                                 |
| 97회                                                   | 2012. 9. 17.~9. 21.                       | 대구성명교회                   | 정준모        | 서대구노회   |                                                                                                 |
| 98회                                                   | 2013. 9. 23.~9. 27.                       | 수원과학대학교 라비돌리조트    | 안명환        | 황해노회     |                                                                                                 |
| 99회                                                   | 2014. 9. 22.~9. 26.                       | 광주겨자씨교회                 | 백남선        | 광주노회     |                                                                                                 |
| 100회                                                  | 2015. 9. 14.~9. 18.                       | 대구반야월교회                 | 박무용        | 대구수성노회 |                                                                                                 |
| 101회                                                  | 2016. 9. 26.~9. 30.                       | 충현교회                       | 김선규        | 성현노회     |                                                                                                 |
| 102회                                                  | 2017. 9. 18.~9. 22.                       | 포항 기쁨의 교회               | 전계헌        | 이리노회     |                                                                                                 |
| 103회                                                  | 2018. 9. 10.~9. 12.                       | 대구반야월교회                 | 이승희        | 동대구노회   |                                                                                                 |
| 104회                                                  | 2019. 9. 23.~9. 27.                       | 서울충현교회                   | 김종준        | 동한서노회   |                                                                                                 |
| 105회                                                  | 2020. 9. 21.~9. 22.                       | 용인새에덴교회                 | 소강석        | 경기남노회   | 코로나-19 바이러스 사태로 인해 총회 기간 축소, 비대면으로 진행                                  |
| 106회                                                  | 2019. 9. 23.~9. 27.                       | 우정교회                       | 배광식        | 남울산노회   |                                                                                                 |
| 107회                                                  | 2019. 9. 23.~9. 27.                       | 주다산교회                     | 권순웅        | 평서노회     |                                                                                                 |
| 108회                                                  | 2019. 9. 23.~9. 27.                       | 새로남교회                     | 오정호        | 서대전노회   |                                                                                                 |
| 109회                                                  | 2019. 9. 23.~9. 27.                       | 우정교회                       | 김종혁        | 울노회       |                                                                                                 |

## 같이 보기
- CBS기독교방송
- 대한예수교장로회
- 대한예수교장로회(통합)
- 대한예수교장로회(대신)